# Orde voor Dappere Vliegeniers
De Orde voor Dappere Vliegeniers in het Roemeens "Ordin Virtutea Aeronautica" geheten, werd op 31 juli 1930 door de Roemeense koning Carol II ingesteld.
De orde werd uitsluitend aan de Roemeense luchtmacht toegekend en kende drie klassen. Tijdens de Tweede Wereldoorlog werd afgezien van het oorspronkelijke statuut en werd de orde ook aan piloten van de Duitse luchtmacht, de Luftwaffe, verleend. De orde was niet zo exclusief als de Orde van Michaël de Dappere maar gelijk aan de Roemeense Medaille voor Militaire Verdienste.
In 2000 werd de orde die na de oorlog door de Communistische regering werd afgeschaft weer in ere hersteld.

## De vier graden
- Grootofficier (vanaf 2000)
- Commandeur
- Officier
- Ridder

Men verleende de kruisen ook met gespen voor bijzondere verrichtingen. Deze gespen werden op het lint bevestigd. De gespen kregen het uiterlijk van uitgespreide vleugels en in het midden was in een ron medaillon het monogram van de regerende koning geplaatst.
In 1930 was er ook een Gouden Kruis van de Orde voor Dappere Vliegers aan de orde verbonden.

## De versierselen
Het kleinood van deze orde is een verguld zilveren kruis met lichtblauwe emaille. Onder het kruis is een donkergroene lauwerkrans gelegd. In het midden is een wit-geëmailleerd schild met een gouden adelaar. Deze adelaar draagt op zijn beurt een klein schild met de gekroonde initialen van de stichter op de borst.Op de achterzijde staat het jaartal "1930". Het kruis van de III. Klasse is van zilver.
Voor militaire verdiensten werden twee gekruiste zwaarden in de armen van het kruis gelegd.

## De draagwijze
Commandeurs droegen het kruis aan een heldere blauw-paars lint met een zilveren streep en strepen langs de rand om de hals, de officieren droegen hun kruisen aan een lint
met een rozet op de linkerborst. De ridders droegen hun kruis aan een lint met een enkele zilveren middenstreep op de linkerborst.

## Gedecoreerdem
- Alexander Löhr, (Ridder)
- Erhard Milch, (Commandeur)
- Josef Zwernemann